# Higashi-Kagura
Higashi-Kagura (東神楽町, Higashi-Kagura-chō), sovint romanitzat com a Higashikagura és una vila i municipi de la subprefectura de Kamikawa, a Hokkaido, Japó i pertanyent al districte de Kamikawa (Ishikari).

## Geografia
El municipi de Higashi-Kagura està situat al bellmig de la subprefectura de Kamikawa, sent el municipi amb la menor superfície de tota la subprefectura. El terme municipal de Higashi-Kagura limita amb els de Higashikawa al nord, Biei al sud i amb Asahikawa, capital subprefectural, a l'oest.

## Història
L'any 1943 es funda el poble de Higashi-Kagura com una escissió del poble de Kagura, actualment integrat dins de la ciutat d'Asahikawa. L'any 1966 s'inaugura l'aeroport d'Asahikawa que comença la seua activitat i alhora Higashi-Kagura esdevé vila, el seu actual estatus legal.

## Política i govern

### Alcaldes
La llista comença l'any 1966 perque és quan es fundà el poble.
- Toshio Yamagata (1966-1974)
- Kisaburō Horiguchi (1974-1982)
- Rokuzō Mizukami (1982-1988)
- Sadaharu Sekizaki (1988-2008)
- Keiko Kawano (2008-2012)
- Susumu Yamamoto (2012-present)

## Demografia
| 1920  | 1930  | 1940  | 1950   | 1960  | 1970  | 1980  |
| ----- | ----- | ----- | ------ | ----- | ----- | ----- |
| ND    | ND    | ND    | 7.138  | 6.946 | 5.693 | 5.425 |
| 1990  | 2000  | 2010  | 2020   | 2030  | 2040  | 2050  |
| 5.763 | 8.127 | 9.296 | 10.174 | -     | -     | -     |

## Transport

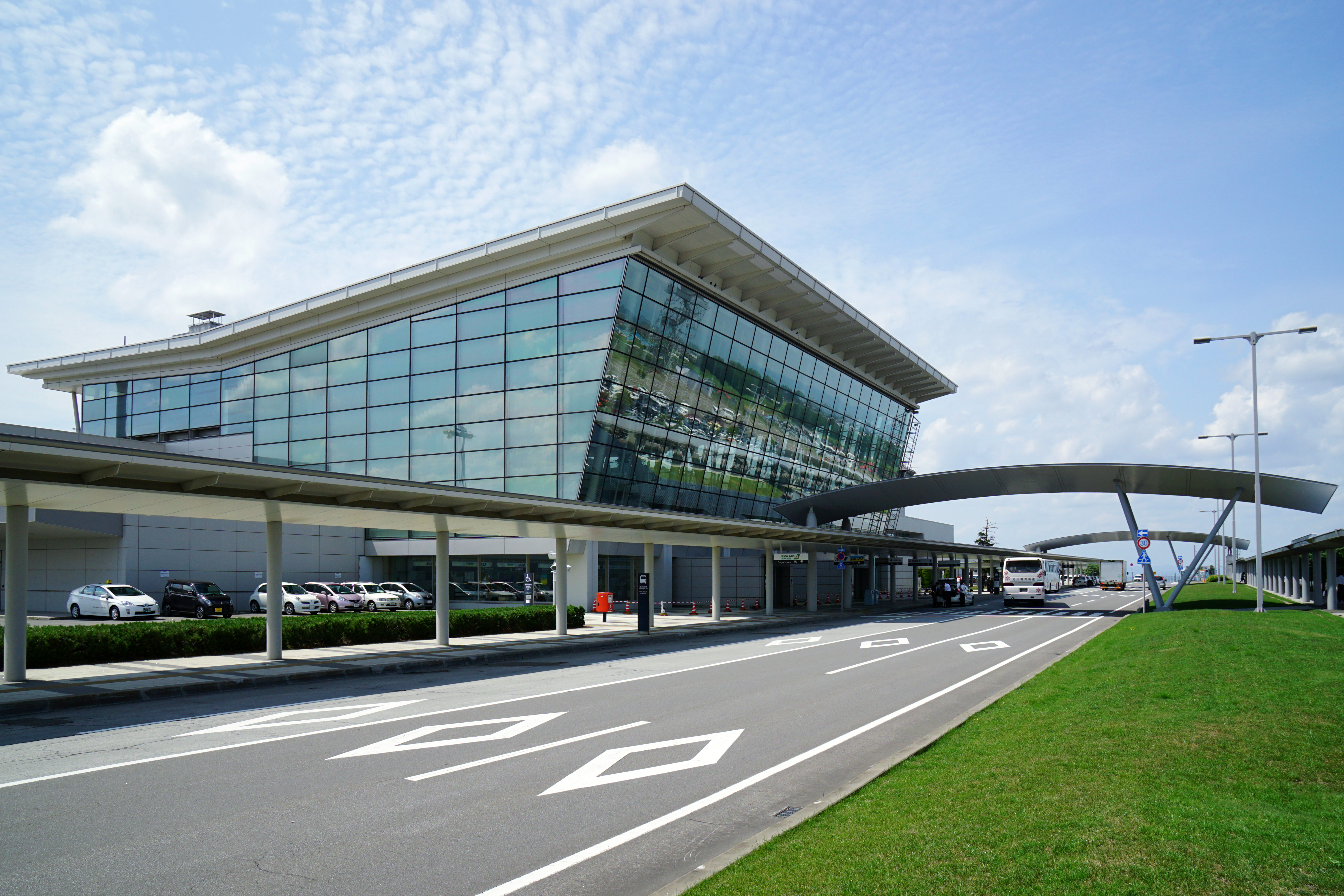
Aeroport d'Asahikawa

L'Aeroport d'Asahikawa, tot i el seu nom, es troba dins del terme municipal de Higashi-Kagura.

### Ferrocarril
Al municipi no hi ha cap estació de ferrocarril.

### Carretera
- Prefectural 37 - Prefectural 68 - Prefectural 213 - Prefectural 294 - Prefectural 1160